# Cybaeus nagusa
Espèce
Cybaeus nagusa est une espèce d'araignées aranéomorphes de la famille des Cybaeidae.

## Distribution
Cette espèce est endémique de la préfecture de Hyōgo sur Honshū au Japon,. Elle se rencontre à Fukusaki.

## Description
Le mâle holotype mesure 2,55 mm et la femelle paratype mesure 3,15 mm.

## Publication originale
- Ihara, 2010 : Revision of the Cybaeus hiroshimaensis-group (Araneae: Cybaeidae) in western Japan. Acta Arachnologica, Tokyo, vol. 58, no 2, p. 69-85 (texte intégral).